# Modelo geométrico de Fisher
El modelo geométrico de Fisher, propuesto por Ronald Fisher para explicar la distribución de los efectos de las mutaciones que puedan contribuir a la adaptación evolutiva, es un modelo evolutivo sobre el tamaño del efecto y el efecto en aptitud de las mutaciones espontáneas.

## Concepto
El modelo de Fisher se dirige al problema de la adaptación (y, hasta cierto punto, a la complejidad), y continúa como una fuente para la investigación contemporánea en las consecuencias genéticas y evolutivas de pleiotropía.
El modelo tiene dos formas, una con un formalismo geométrico y la otra con una analogía de microscopio. Un microscopio, con sus múltiples perillas para ajustar los lentes y conseguir una imagen aguda, tiene poca posibilidad de obtener una imagen que funcione de manera óptima al tocar las posiciones de las perillas aleatoriamente. Las posibilidades de una imagen clara ni son tan malas si el número de perillas es bajo pero las posibilidades van a disminuir radicalmente si el número de parámetros ajustables es más que dos o tres. Fisher introdujo una metáfora geométrica, la cual eventualmente se conocía como el modelo «geométrico» de Fisher.
En su modelo, Fisher sostiene que el funcionamiento del microscopio es análogo con la aptitud de un organismo. El rendimiento del microscopio depende de las posiciones de las diferentes perillas, las cuales se manipulan con los correspondientes movimientos de distancias y orientaciones de varios lentes, mientras la aptitud de un organismo depende del estado de varios caracteres fenotípicos como el tamaño corporal y la longitud y profundidad del pico. El aumento de la aptitud de un organismo mediante cambios aleatorios es, entonces, análogo al intento de mejorar el rendimiento de un microscopio con cambiar las posiciones de las perillas aleatoriamente.
La analogía entre el microscopio y un organismo en evolución puede formalizarse representando el fenotipo de un organismo como un punto en un espacio de datos de alta dimensión, donde las dimensiones de ese espacio corresponden a los rasgos del organismo. Cuantas más dimensiones independientes de variación tenga el fenotipo, más difícil será lograr una mejora a partir de cambios aleatorios. Si existen muchas formas distintas de cambiar un fenotipo, se vuelve muy poco probable que un cambio aleatorio afecte la combinación correcta de rasgos de la manera adecuada para mejorar la aptitud. Fisher señaló que cuanto más pequeño es el efecto, mayor es la probabilidad de que el cambio sea beneficioso. En el extremo, los cambios con un efecto infinitesimalmente pequeño tienen un 50 % de probabilidad de mejorar la aptitud. Este argumento llevó a la posición ampliamente aceptada de que la evolución avanza mediante pequeñas mutaciones.
Además, Orr descubrió que tanto la probabilidad de fijación de una mutación beneficiosa como la ganancia en aptitud conferida por la fijación de dicha mutación disminuyen con la complejidad del organismo. Por lo tanto, la tasa prevista de adaptación disminuye rápidamente a medida que aumenta la complejidad del organismo, un hallazgo teórico conocido como el "costo de la complejidad".